# Спящая красавица (фильм, 1902)
«Спящая красавица» (фр. La belle au bois dormant) — немой короткометражный фильм Люсьена Нонге, произведенный совместно с Фернаном Зекка по мотивам одноимённой сказки Шарля Перро. Самая ранняя экранизация этой сказки. Премьера состоялась 11 июля 1903 года в США.